# Липарит I Дадиани
Липарит I Дадиани (груз. ლიპარიტ I დადიანი; умер 1470) — представитель грузинского княжеского рода Дадиани и эристави Одиши, исторического региона в западной Грузии, соответствующего современной Мегрелии, с 1414 года до своей смерти в 1470 году. Под его руководством Мегрелия в 1460-х годах стала в значительной степени независимой от распадающегося Грузинского царства.
Липарит I Дадиани стал преемником своего отца Мамии II после его гибели в войне с абхазами в 1414 году. Его положение в качестве эристави Одиши было подтверждено грузинским царём Александром I, который затем приступил к примирению его с абхазами. В ходе длительного правления Липарита I Мегрелия была втянута в ряд междоусобных конфликтов, нанесших решающий удар по единству Грузии. К 1460 году эти распри ненадолго утихли, когда итальянский посланник Людовико да Болонья выступил в качестве посредника между грузинскими родами, чтобы привлечь их к участию в готовившемся римским папой Пием II крестовом походе против Османской империи. Среди восточно-христианских князей, согласившихся взяться за оружие, в тогдашних западноевропейских документах упоминается Bendia rex Mingreliae, соответствующий Липариту I в грузинских источниках. Бендия является производным от титула бедиани, территориального эпитета Дадиани, происходящего от названия абхазского поселения Бедиа.
В 1463 году Липарит I и другие князья западной Грузии объединились с грузинским князем Багратом из рода Багратионов против грузинского царя Георгия VIII, победив того в решающей битве при Чихори. Баграт был коронован царём Имеретии, но ему пришлось предоставить значительную автономию своим союзникам, так что единственной обязанностью Дадиани перед своим сюзереном было сопровождение царя в битвах и охоте.
Липарит I умер в 1470 году. У него осталось двое сыновей:
- Шамадавле Дадиани (ум. 1474), преемник Липарита I в Мегрелии;
- Мамия Гуриели (fl. 1463), князь Гурии и родоначальник основной линии династии Гуриели.